# استوک اش
استوک اش (به انگلیسی: Stoke Ash) یک روستا و محله مدنی در بریتانیا است که در Mid Suffolk واقع شده‌است. استوک اش ۳۱۴ نفر جمعیت دارد.